# Llista de topònims de Cabassers
Llista de topònims (noms propis de lloc) del municipi de Cabassers, al Priorat
Informació actualitzada per un bot. Els canvis manuals es perdran quan s'actualitzi!

## casa
| imatge | Nom                    | Ubicat a  | instància de | Detalls                     | coordenades                                                                       | Protecció                                  | Commons (més fotos)              | Dades a WD                    |
| ------ | ---------------------- | --------- | ------------ | --------------------------- | --------------------------------------------------------------------------------- | ------------------------------------------ | -------------------------------- | ----------------------------- |
|        | Can Homdedéu           | Cabassers | casa         | Estil: arquitectura popular | 41° 14′ 54″ N, 0° 44′ 05″ E / 41.24829°N,0.73484°E                                | bé integrant del patrimoni cultural català | Can Homdedéu (Cabacés)           | Modifica les dades a Wikidata |
|        | Casa amb signe d'ofici | Cabassers | casa         | Estil: arquitectura popular | 41° 14′ 52″ N, 0° 44′ 02″ E / 41.24781°N,0.73383°E                                | bé integrant del patrimoni cultural català | Casa amb signe d'ofici (Cabacés) | Modifica les dades a Wikidata |
|        | casa amb relleus       | Cabassers | casa         | Estil: arquitectura gòtica  | 41° 14′ 54″ N, 0° 44′ 04″ E / 41.248235°N,0.734529°E ca:Carrer Major, 20 358 msnm | bé integrant del patrimoni cultural català | Casa amb relleus (Cabacés)       | Modifica les dades a Wikidata |

## cova
| imatge | Nom                 | Ubicat a  | instància de | Detalls | coordenades                                                          | Protecció | Commons (més fotos) | Dades a WD                    |
| ------ | ------------------- | --------- | ------------ | ------- | -------------------------------------------------------------------- | --------- | ------------------- | ----------------------------- |
|        | cova del Guinau     | Cabassers | cova         |         | 41° 13′ 37″ N, 0° 41′ 22″ E / 41.2270004299004°N,0.689432924508154°E |           |                     | Modifica les dades a Wikidata |
|        | cova del Pubill     | Cabassers | cova         |         | 41° 14′ 49″ N, 0° 41′ 41″ E / 41.246991756759°N,0.694623712957917°E  |           |                     | Modifica les dades a Wikidata |
|        | cova del Set Veus   | Cabassers | cova         |         | 41° 15′ 47″ N, 0° 46′ 37″ E / 41.2630945869851°N,0.776946018840133°E |           |                     | Modifica les dades a Wikidata |
|        | cova dels Casaments | Cabassers | cova         |         | 41° 16′ 00″ N, 0° 45′ 08″ E / 41.2665968054769°N,0.752295765511658°E |           |                     | Modifica les dades a Wikidata |

## església
| imatge | Nom                              | Ubicat a  | instància de     | Detalls                                                                      | coordenades                                                                                    | Protecció                   | Commons (més fotos)              | Dades a WD                    |
| ------ | -------------------------------- | --------- | ---------------- | ---------------------------------------------------------------------------- | ---------------------------------------------------------------------------------------------- | --------------------------- | -------------------------------- | ----------------------------- |
|        | Mare de Déu de la Foia           | Cabassers | església         | Estil: arquitectura popular                                                  | 41° 15′ 28″ N, 0° 45′ 16″ E / 41.25775°N,0.75457°E                                             | bé cultural d'interès local | Mare de Déu de la Foia           | Modifica les dades a Wikidata |
|        | Sant Joan Baptista de Cabacés    | Cabassers | església         | Estil: arquitectura barroca                                                  | 41° 14′ 55″ N, 0° 44′ 07″ E / 41.24859°N,0.73524°E                                             | bé cultural d'interès local | Sant Joan Baptista de Cabacés    | Modifica les dades a Wikidata |
|        | Sant Miquel de Mas del Roger     | Cabassers | església capella |                                                                              | 41° 14′ 30″ N, 0° 45′ 06″ E / 41.2415747642231°N,0.751793405788546°E ca:Mas del Roger 369 msnm |                             |                                  | Modifica les dades a Wikidata |
|        | Sant Roc de Cabassers            | Cabassers | església         | Estil: arquitectura gòtica arquitectura del Renaixement arquitectura popular | 41° 15′ 12″ N, 0° 44′ 29″ E / 41.25327°N,0.74151°E                                             | bé cultural d'interès local | Sant Roc de Cabacés              | Modifica les dades a Wikidata |
|        | la Nativitat de Maria de Cabacés | Cabassers | església         | Estil: arquitectura gòtica arquitectura del Renaixement                      | 41° 14′ 50″ N, 0° 44′ 01″ E / 41.24729°N,0.73359°E                                             | bé cultural d'interès local | La Nativitat de Maria de Cabacés | Modifica les dades a Wikidata |

## font
| imatge | Nom              | Ubicat a  | instància de | Detalls                     | coordenades                                                          | Protecció                                  | Commons (més fotos)        | Dades a WD                    |
| ------ | ---------------- | --------- | ------------ | --------------------------- | -------------------------------------------------------------------- | ------------------------------------------ | -------------------------- | ----------------------------- |
|        | font Beneita     | Cabassers | font         |                             | 41° 14′ 48″ N, 0° 43′ 15″ E / 41.2466426925856°N,0.720961789498651°E |                                            |                            | Modifica les dades a Wikidata |
|        | font de Cavaloca | Cabassers | font         |                             | 41° 15′ 21″ N, 0° 45′ 36″ E / 41.2558293552299°N,0.759933797334309°E |                                            |                            | Modifica les dades a Wikidata |
|        | font del Grau    | Cabassers | font         |                             | 41° 15′ 39″ N, 0° 44′ 00″ E / 41.260910560538°N,0.73323242993757°E   |                                            |                            | Modifica les dades a Wikidata |
|        | la Canal         | Cabassers | font         | Estil: arquitectura popular | 41° 14′ 55″ N, 0° 44′ 07″ E / 41.24862°N,0.7352°E                    | bé integrant del patrimoni cultural català | Font de la Canal (Cabacés) | Modifica les dades a Wikidata |

## forn de calç
| imatge | Nom                              | Ubicat a  | instància de | Detalls                     | coordenades | Protecció                                  | Commons (més fotos) | Dades a WD                    |
| ------ | -------------------------------- | --------- | ------------ | --------------------------- | ----------- | ------------------------------------------ | ------------------- | ----------------------------- |
|        | Forn de calç Aubareda            | Cabassers | forn de calç | Estil: arquitectura popular |             | bé integrant del patrimoni cultural català |                     | Modifica les dades a Wikidata |
|        | Forn de calç Camí de la Foia     | Cabassers | forn de calç | Estil: arquitectura popular |             | bé integrant del patrimoni cultural català |                     | Modifica les dades a Wikidata |
|        | Forn de calç Molí de l'Estudiant | Cabassers | forn de calç | Estil: arquitectura popular |             | bé integrant del patrimoni cultural català |                     | Modifica les dades a Wikidata |
|        | Forn de calç dels Segrassos      | Cabassers | forn de calç | Estil: arquitectura popular |             | bé integrant del patrimoni cultural català |                     | Modifica les dades a Wikidata |

## jaciment arqueològic
| imatge | Nom                              | Ubicat a  | instància de                                | Detalls | coordenades                                        | Protecció                      | Commons (més fotos) | Dades a WD                    |
| ------ | -------------------------------- | --------- | ------------------------------------------- | ------- | -------------------------------------------------- | ------------------------------ | ------------------- | ----------------------------- |
|        | Abric del barranc de Cavaloca I  | Cabassers | jaciment arqueològic gruta amb art rupestre |         | 41° 13′ 49″ N, 0° 44′ 28″ E / 41.23041°N,0.74125°E | bé cultural d'interès nacional |                     | Modifica les dades a Wikidata |
|        | Abric del barranc de Cavaloca II | Cabassers | jaciment arqueològic gruta amb art rupestre |         | 41° 14′ 08″ N, 0° 44′ 51″ E / 41.23566°N,0.74746°E | bé cultural d'interès nacional |                     | Modifica les dades a Wikidata |
|        | Abric del barranc dels Bassots   | Cabassers | jaciment arqueològic gruta amb art rupestre |         | 41° 13′ 53″ N, 0° 45′ 14″ E / 41.23131°N,0.75381°E | bé cultural d'interès nacional |                     | Modifica les dades a Wikidata |

## masia
| imatge | Nom                  | Ubicat a  | instància de | Detalls                                        | coordenades                                                                                 | Protecció                   | Commons (més fotos)      | Dades a WD                    |
| ------ | -------------------- | --------- | ------------ | ---------------------------------------------- | ------------------------------------------------------------------------------------------- | --------------------------- | ------------------------ | ----------------------------- |
|        | Mas de Baix          | Cabassers | masia        | Estil: arquitectura popular                    | 41° 14′ 24″ N, 0° 45′ 06″ E / 41.2400307161298°N,0.751595762470311°E Mas del Roger 355 msnm |                             | Mas de Baix (Cabassers)  | Modifica les dades a Wikidata |
|        | Mas de Baltasar      | Cabassers | masia        |                                                | 41° 13′ 26″ N, 0° 42′ 18″ E / 41.2239622908368°N,0.705048384450018°E                        |                             |                          | Modifica les dades a Wikidata |
|        | Mas de l'Adelaida    | Cabassers | masia        |                                                | 41° 13′ 14″ N, 0° 42′ 58″ E / 41.2204868551543°N,0.715977587572178°E                        |                             |                          | Modifica les dades a Wikidata |
|        | Mas de l'Alzina      | Cabassers | masia        |                                                | 41° 15′ 02″ N, 0° 42′ 25″ E / 41.2505498696849°N,0.706814903336665°E                        |                             |                          | Modifica les dades a Wikidata |
|        | Mas de l'Amigó       | Cabassers | masia        |                                                | 41° 15′ 47″ N, 0° 46′ 22″ E / 41.263004393163°N,0.772747331640011°E                         |                             |                          | Modifica les dades a Wikidata |
|        | Mas de l'Espardenyer | Cabassers | masia        |                                                | 41° 13′ 58″ N, 0° 42′ 08″ E / 41.2326791901498°N,0.702249782515599°E                        |                             |                          | Modifica les dades a Wikidata |
|        | Mas de l'Estanquer   | Cabassers | masia        |                                                | 41° 14′ 36″ N, 0° 41′ 41″ E / 41.2433827756945°N,0.694762554534123°E                        |                             |                          | Modifica les dades a Wikidata |
|        | Mas de la Calçada    | Cabassers | masia        |                                                | 41° 13′ 55″ N, 0° 43′ 20″ E / 41.2319958522659°N,0.722246320916168°E                        |                             |                          | Modifica les dades a Wikidata |
|        | Mas de la Canaleta   | Cabassers | masia        |                                                | 41° 14′ 40″ N, 0° 45′ 53″ E / 41.244415618596°N,0.76482930020372°E                          |                             |                          | Modifica les dades a Wikidata |
|        | Mas de la Cavallera  | Cabassers | masia        |                                                | 41° 14′ 31″ N, 0° 43′ 19″ E / 41.241925°N,0.72205°E                                         |                             |                          | Modifica les dades a Wikidata |
|        | Mas de la Generosa   | Cabassers | masia        |                                                | 41° 14′ 24″ N, 0° 42′ 18″ E / 41.2400457448995°N,0.704903191831069°E                        |                             |                          | Modifica les dades a Wikidata |
|        | Mas de les Vinyes    | Cabassers | masia        | Estil: arquitectura popular                    | 41° 14′ 05″ N, 0° 42′ 15″ E / 41.234624°N,0.70418°E 286 msnm                                |                             | Mas de les Vinyes        | Modifica les dades a Wikidata |
|        | Mas del Barrot       | Cabassers | masia        |                                                | 41° 13′ 52″ N, 0° 44′ 02″ E / 41.2311964232056°N,0.733763572473173°E                        |                             |                          | Modifica les dades a Wikidata |
|        | Mas del Cinto        | Cabassers | masia        |                                                | 41° 15′ 02″ N, 0° 45′ 16″ E / 41.2506151853473°N,0.754431176129852°E                        |                             |                          | Modifica les dades a Wikidata |
|        | Mas del Cuero        | Cabassers | masia        |                                                | 41° 14′ 31″ N, 0° 42′ 13″ E / 41.2420468584442°N,0.703627923391316°E                        |                             |                          | Modifica les dades a Wikidata |
|        | Mas del Fernando     | Cabassers | masia        |                                                | 41° 14′ 05″ N, 0° 43′ 38″ E / 41.2346065356571°N,0.727190767044588°E                        |                             |                          | Modifica les dades a Wikidata |
|        | Mas del Francesc     | Cabassers | masia        |                                                | 41° 14′ 31″ N, 0° 42′ 20″ E / 41.2419411410821°N,0.705552817502074°E                        |                             |                          | Modifica les dades a Wikidata |
|        | Mas del General      | Cabassers | masia        |                                                | 41° 13′ 34″ N, 0° 41′ 13″ E / 41.2261152483414°N,0.687066178872317°E                        |                             |                          | Modifica les dades a Wikidata |
|        | Mas del Guinau       | Cabassers | masia        |                                                | 41° 13′ 39″ N, 0° 41′ 18″ E / 41.2275483125544°N,0.688459208447172°E                        |                             |                          | Modifica les dades a Wikidata |
|        | Mas del Llep         | Cabassers | masia        |                                                | 41° 13′ 13″ N, 0° 42′ 36″ E / 41.2202037987767°N,0.709891764213393°E                        |                             |                          | Modifica les dades a Wikidata |
|        | Mas del Macip        | Cabassers | masia        |                                                | 41° 14′ 39″ N, 0° 41′ 55″ E / 41.2442687244115°N,0.698526186326519°E                        |                             |                          | Modifica les dades a Wikidata |
|        | Mas del Manescal     | Cabassers | masia        |                                                | 41° 14′ 53″ N, 0° 42′ 19″ E / 41.24807789713°N,0.705254492390799°E                          |                             |                          | Modifica les dades a Wikidata |
|        | Mas del Morallo      | Cabassers | masia        |                                                | 41° 14′ 38″ N, 0° 41′ 54″ E / 41.2439224097861°N,0.698323545578859°E                        |                             |                          | Modifica les dades a Wikidata |
|        | Mas del Morell       | Cabassers | masia        |                                                | 41° 14′ 51″ N, 0° 45′ 05″ E / 41.2474867286309°N,0.751507127048497°E                        |                             |                          | Modifica les dades a Wikidata |
|        | Mas del Muntada      | Cabassers | masia        |                                                | 41° 13′ 39″ N, 0° 42′ 43″ E / 41.2274567373903°N,0.711821811285398°E                        |                             |                          | Modifica les dades a Wikidata |
|        | Mas del Móra         | Cabassers | masia        | Estil: arquitectura popular 1826 Estat: ruïnós | 41° 14′ 36″ N, 0° 42′ 01″ E / 41.243436°N,0.700161°E 275 msnm                               |                             | Mas del Móra (Cabassers) | Modifica les dades a Wikidata |
|        | Mas del Roger        | Cabassers | masia        | Estil: arquitectura popular                    | 41° 14′ 30″ N, 0° 45′ 07″ E / 41.24177°N,0.75191°E                                          | bé cultural d'interès local | Mas del Roger            | Modifica les dades a Wikidata |
|        | Mas del Romuald      | Cabassers | masia        | Estil: arquitectura popular Estat: ruïnós      | 41° 14′ 00″ N, 0° 42′ 46″ E / 41.2333917521937°N,0.712700510075207°E 303 msnm               |                             | Mas del Romuald          | Modifica les dades a Wikidata |
|        | Mas del Roïdo        | Cabassers | masia        |                                                | 41° 14′ 21″ N, 0° 42′ 23″ E / 41.2391050555162°N,0.706511187588682°E                        |                             |                          | Modifica les dades a Wikidata |
|        | Mas del Sansó        | Cabassers | masia        |                                                | 41° 13′ 34″ N, 0° 41′ 58″ E / 41.2259861970687°N,0.699501733890176°E                        |                             |                          | Modifica les dades a Wikidata |
|        | Mas del Serra        | Cabassers | masia        |                                                | 41° 13′ 39″ N, 0° 42′ 18″ E / 41.2275085446011°N,0.704924324773323°E                        |                             |                          | Modifica les dades a Wikidata |
|        | Mas del Vall         | Cabassers | masia        |                                                | 41° 14′ 42″ N, 0° 41′ 57″ E / 41.2448924477239°N,0.699089026745327°E                        |                             |                          | Modifica les dades a Wikidata |
|        | Molí de Guix         | Cabassers | masia        |                                                | 41° 13′ 49″ N, 0° 42′ 59″ E / 41.2301867647229°N,0.716403426505405°E                        |                             |                          | Modifica les dades a Wikidata |
|        | la Mesquita          | Cabassers | masia        |                                                | 41° 15′ 41″ N, 0° 43′ 31″ E / 41.2613987758993°N,0.725199300428982°E                        |                             |                          | Modifica les dades a Wikidata |

## molí d'aigua
| imatge | Nom                           | Ubicat a  | instància de | Detalls                     | coordenades                                                          | Protecció                                  | Commons (més fotos) | Dades a WD                    |
| ------ | ----------------------------- | --------- | ------------ | --------------------------- | -------------------------------------------------------------------- | ------------------------------------------ | ------------------- | ----------------------------- |
|        | Molinet de Guix               | Cabassers | molí d'aigua | Estil: arquitectura popular | 41° 13′ 48″ N, 0° 42′ 59″ E / 41.230089°N,0.716469°E                 | bé integrant del patrimoni cultural català |                     | Modifica les dades a Wikidata |
|        | Molí Vell                     | Cabassers | molí d'aigua | Estil: arquitectura popular |                                                                      | bé integrant del patrimoni cultural català |                     | Modifica les dades a Wikidata |
|        | Molí de Can Navàs             | Cabassers | molí d'aigua | Estil: arquitectura popular |                                                                      | bé integrant del patrimoni cultural català |                     | Modifica les dades a Wikidata |
|        | Molí de l'Estudiant           | Cabassers | molí d'aigua | Estil: arquitectura popular | 41° 15′ 06″ N, 0° 42′ 46″ E / 41.2517147501733°N,0.712848886156644°E | bé integrant del patrimoni cultural català |                     | Modifica les dades a Wikidata |
|        | Molí del Moliner              | Cabassers | molí d'aigua | Estil: arquitectura popular | 41° 13′ 52″ N, 0° 42′ 57″ E / 41.2310330780608°N,0.715932518856264°E | bé integrant del patrimoni cultural català |                     | Modifica les dades a Wikidata |
|        | Molí fariner del Mas del Vall | Cabassers | molí d'aigua | Estil: arquitectura popular |                                                                      | bé integrant del patrimoni cultural català |                     | Modifica les dades a Wikidata |

## muntanya
| imatge | Nom                   | Ubicat a                        | instància de | Detalls | coordenades                                                         | Protecció | Commons (més fotos) | Dades a WD                    |
| ------ | --------------------- | ------------------------------- | ------------ | ------- | ------------------------------------------------------------------- | --------- | ------------------- | ----------------------------- |
|        | Gorraptes             | la Palma d'Ebre Cabassers       | muntanya     |         | 41° 14′ 40″ N, 0° 40′ 25″ E / 41.2444°N,0.673597°E 464 msnm         |           |                     | Modifica les dades a Wikidata |
|        | Pedra Caballera       | Cabassers                       | muntanya     |         | 41° 14′ 34″ N, 0° 43′ 10″ E / 41.24290556°N,0.71948056°E 432.5 msnm |           |                     | Modifica les dades a Wikidata |
|        | Punta de Sant Roc     | Cabassers                       | muntanya     |         | 41° 15′ 07″ N, 0° 44′ 26″ E / 41.252°N,0.740575°E 516.4 msnm        |           | Punta de Sant Roc   | Modifica les dades a Wikidata |
|        | Punta de l'Ereta      | Cabassers                       | muntanya     |         | 41° 15′ 59″ N, 0° 44′ 32″ E / 41.2663°N,0.742336°E 575 msnm         |           |                     | Modifica les dades a Wikidata |
|        | Punta de l'Ermengol   | Cabassers                       | muntanya     |         | 41° 15′ 03″ N, 0° 45′ 50″ E / 41.25079833°N,0.76375833°E 668.1 msnm |           |                     | Modifica les dades a Wikidata |
|        | Punta de la Canaleta  | Cabassers la Morera de Montsant | muntanya     |         | 41° 14′ 49″ N, 0° 46′ 15″ E / 41.24706667°N,0.77095833°E 703.7 msnm |           |                     | Modifica les dades a Wikidata |
|        | Punta de la Cogullada | Cabassers                       | muntanya     |         | 41° 14′ 43″ N, 0° 43′ 19″ E / 41.2454°N,0.722033°E 447.3 msnm       |           |                     | Modifica les dades a Wikidata |
|        | Punta de la Guixera   | Cabassers la Morera de Montsant | muntanya     |         | 41° 14′ 30″ N, 0° 46′ 06″ E / 41.24177222°N,0.76841028°E 717.7 msnm |           |                     | Modifica les dades a Wikidata |
|        | Punta del Llebreta    | Cabassers                       | muntanya     |         | 41° 15′ 52″ N, 0° 46′ 12″ E / 41.26458056°N,0.76999722°E 868.7 msnm |           |                     | Modifica les dades a Wikidata |
|        | Punta del Llorito     | Cabassers la Morera de Montsant | muntanya     |         | 41° 15′ 44″ N, 0° 46′ 35″ E / 41.26225833°N,0.77633333°E 880.5 msnm |           |                     | Modifica les dades a Wikidata |
|        | Punta del Lloro       | Cabassers                       | muntanya     |         | 41° 14′ 51″ N, 0° 43′ 03″ E / 41.24753333°N,0.71749528°E 471.5 msnm |           |                     | Modifica les dades a Wikidata |
|        | l'Aixaragall          | Cabassers                       | muntanya     |         | 41° 14′ 45″ N, 0° 44′ 45″ E / 41.2457°N,0.745736°E 626.9 msnm       |           |                     | Modifica les dades a Wikidata |
|        | la Pena Roja          | la Figuera Cabassers            | muntanya     |         | 41° 13′ 30″ N, 0° 43′ 15″ E / 41.22488889°N,0.720775°E 455.5 msnm   |           |                     | Modifica les dades a Wikidata |

## passatge
| imatge | Nom                      | Ubicat a  | instància de | Detalls                     | coordenades                                          | Protecció                                  | Commons (més fotos)              | Dades a WD                    |
| ------ | ------------------------ | --------- | ------------ | --------------------------- | ---------------------------------------------------- | ------------------------------------------ | -------------------------------- | ----------------------------- |
|        | Perxe del carrer Major   | Cabassers | passatge     | Estil: arquitectura popular | 41° 14′ 52″ N, 0° 44′ 02″ E / 41.247838°N,0.733867°E | bé integrant del patrimoni cultural català | Perxe del carrer Major (Cabacés) | Modifica les dades a Wikidata |
|        | Perxe del carrer del Mig | Cabassers | passatge     | Estil: arquitectura popular | 41° 14′ 52″ N, 0° 44′ 04″ E / 41.24781°N,0.73447°E   | bé integrant del patrimoni cultural català | Perxe del carrer del Mig         | Modifica les dades a Wikidata |

## pont
| imatge | Nom               | Ubicat a  | instància de | Detalls                                                | coordenades                                                          | Protecció                                  | Commons (més fotos)     | Dades a WD                    |
| ------ | ----------------- | --------- | ------------ | ------------------------------------------------------ | -------------------------------------------------------------------- | ------------------------------------------ | ----------------------- | ----------------------------- |
|        | Pont de Cabacés   | Cabassers | pont         | Estil: arquitectura romànica Travessa: riu de Montsant | 41° 14′ 38″ N, 0° 42′ 01″ E / 41.2439°N,0.70038°E                    | bé cultural d'interès local                | Pont Vell de Cabacés    | Modifica les dades a Wikidata |
|        | Pont de Cavaloca  | Cabassers | pont         | Estil: arquitectura popular                            | 41° 13′ 54″ N, 0° 44′ 30″ E / 41.23155°N,0.74169°E                   | bé integrant del patrimoni cultural català | Pont de Cavaloca        | Modifica les dades a Wikidata |
|        | Pont del Solà     | Cabassers | pont         | Estil: arquitectura popular                            | 41° 15′ 06″ N, 0° 44′ 00″ E / 41.25159°N,0.73342°E                   | bé integrant del patrimoni cultural català | Pont del Solà (Cabacés) | Modifica les dades a Wikidata |
|        | Pont dels Burgans | Cabassers | pont         |                                                        | 41° 14′ 29″ N, 0° 43′ 42″ E / 41.2413737721662°N,0.728256879919225°E |                                            |                         | Modifica les dades a Wikidata |

## serra
| imatge | Nom                  | Ubicat a | instància de | Detalls            | coordenades                                                            | Protecció | Commons (més fotos)         | Dades a WD                    |
| ------ | -------------------- | --- | ------------ | ------------------ | ---------------------------------------------------------------------- | --------- | --------------------------- | ----------------------------- |
|        | Les Pinedes          | la Bisbal de Montsant Cabassers | serra        |                    | 41° 15′ 52″ N, 0° 43′ 15″ E / 41.26448333°N,0.72083611°E 492.5 msnm    |           |                             | Modifica les dades a Wikidata |
|        | Serra de Cantacorbs  | Cabassers | serra        |                    | 41° 14′ 33″ N, 0° 44′ 19″ E / 41.24252777777778°N,0.7384722222222222°E |           | Serra de Cantacorbs         | Modifica les dades a Wikidata |
|        | serra de Montsant    | la Morera de Montsant Cabassers Ulldemolins Cornudella de Montsant la Vilella Alta la Vilella Baixa la Bisbal de Montsant la Figuera Margalef | serra        | Superfície: 135km² | 41° 17′ 35″ N, 0° 47′ 52″ E / 41.29295278°N,0.79780278°E               |           | Montsant                    | Modifica les dades a Wikidata |
|        | serra de Sant Pau    | Cabassers la Figuera | serra        |                    | 41° 13′ 00″ N, 0° 42′ 49″ E / 41.2166°N,0.713592°E 631.8 msnm          |           |                             | Modifica les dades a Wikidata |
|        | serra de la Calçada  | Cabassers | serra        |                    | 41° 14′ 07″ N, 0° 43′ 58″ E / 41.23517278°N,0.73288056°E 516 msnm      |           |                             | Modifica les dades a Wikidata |
|        | serra dels Gorraptes | Cabassers la Palma d'Ebre Vinebre | serra        |                    | 41° 14′ 40″ N, 0° 40′ 12″ E / 41.24432222°N,0.67002222°E               |           |                             | Modifica les dades a Wikidata |
|        | serra dels Solans    | Cabassers | serra        |                    | 41° 15′ 14″ N, 0° 43′ 49″ E / 41.25392222°N,0.730375°E 561.2 msnm      |           | Serra dels Solans (Cabacés) | Modifica les dades a Wikidata |

## teuleria
| imatge | Nom                                  | Ubicat a  | instància de | Detalls                     | coordenades | Protecció                                  | Commons (més fotos) | Dades a WD                    |
| ------ | ------------------------------------ | --------- | ------------ | --------------------------- | ----------- | ------------------------------------------ | ------------------- | ----------------------------- |
|        | Forn del camí dels Molins Vells      | Cabassers | teuleria     | Estil: arquitectura popular |             | bé integrant del patrimoni cultural català |                     | Modifica les dades a Wikidata |
|        | Forn rajoler del Molí de l'Estudiant | Cabassers | teuleria     | Estil: arquitectura popular |             | bé integrant del patrimoni cultural català |                     | Modifica les dades a Wikidata |

## Misc
| imatge | Nom                            | Ubicat a  | instància de                                   | Detalls                                 | coordenades                                                                                              | Protecció                                            | Commons (més fotos)                  | Dades a WD                    |
| ------ | ------------------------------ | --------- | ---------------------------------------------- | --------------------------------------- | --- | ---------------------------------------------------- | ------------------------------------ | ----------------------------- |
|        | Aljub de Sant Roc              | Cabassers | aljub cisterna                                 |                                         | 41° 15′ 09″ N, 0° 44′ 30″ E / 41.252409°N,0.74176°E                                                      |                                                      | Aljub de Sant Roc                    | Modifica les dades a Wikidata |
|        | Cabassers                      | Cabassers | entitat singular de població capital municipal | 301 hab                                 | 41° 14′ 55″ N, 0° 44′ 07″ E / 41.24856°N,0.73514°E 356 msnm                                              |                                                      |                                      | Modifica les dades a Wikidata |
|        | Castell de Cabacés             | Cabassers | castell                                        | Estil: arquitectura romànica            | 41° 14′ 49″ N, 0° 43′ 57″ E / 41.247°N,0.732461°E ca:Carrer del Beat Joan d'Organyà 354 msnm             | bé d'interès cultural bé cultural d'interès nacional | Castell de Cabacés                   | Modifica les dades a Wikidata |
|        | Centre històric de Cabassers   | Cabassers | centre històric                                |                                         | 41° 14′ 50″ N, 0° 44′ 00″ E / 41.24726°N,0.73335°E                                                       | bé cultural d'interès local                          | Centre històric de Cabacés           | Modifica les dades a Wikidata |
|        | Forn de guix Celler de l'Elies | Cabassers | forn de guix                                   | Estil: arquitectura popular             | | bé integrant del patrimoni cultural català           |                                      | Modifica les dades a Wikidata |
|        | Pas d'Ascó                     | Cabassers | gual                                           |                                         | 41° 13′ 53″ N, 0° 42′ 02″ E / 41.23125°N,0.7006111111111112°E 257.9 msnm                                 |                                                      |                                      | Modifica les dades a Wikidata |
|        | Pla de la Bassada              | Cabassers | edifici                                        | Estil: arquitectura gòtica              | 41° 14′ 54″ N, 0° 44′ 05″ E / 41.24834°N,0.73469°E                                                       | bé cultural d'interès local                          | Arcs de la plaça Prudenci Seró Navàs | Modifica les dades a Wikidata |
|        | arcs del carrer Major          | Cabassers | arc                                            | Estil: arquitectura gòtica 14th century | 41° 14′ 52″ N, 0° 44′ 02″ E / 41.24784°N,0.7339°E ca:C. Major, entre c. Penedès i c. Grau 356 msnm       | bé integrant del patrimoni cultural català           | Arcs del carrer Major (Cabacés)      | Modifica les dades a Wikidata |
|        | casa de la vila de Cabassers   | Cabassers | casa consistorial                              |                                         | 41° 14′ 53″ N, 0° 44′ 05″ E / 41.24819294124867°N,0.7346676842708333°E                                   |                                                      | Town hall of Cabacés                 | Modifica les dades a Wikidata |
|        | creu del Peiró                 | Cabassers | creu de terme                                  |                                         | 41° 14′ 28″ N, 0° 43′ 16″ E / 41.2410629565758°N,0.721191540909279°E                                     |                                                      |                                      | Modifica les dades a Wikidata |
|        | l'Adobador                     | Cabassers | cabana                                         |                                         | 41° 13′ 15″ N, 0° 41′ 55″ E / 41.2207706803963°N,0.69857520650985°E                                      |                                                      |                                      | Modifica les dades a Wikidata |
|        | plaça de Longinos Navàs        | Cabassers | plaça                                          | Estil: arquitectura popular             | 41° 14′ 53″ N, 0° 44′ 03″ E / 41.24801°N,0.73427°E                                                       | bé integrant del patrimoni cultural català           | Plaça de Longinos Navàs (Cabacés)    | Modifica les dades a Wikidata |
|        | riu de Montsant                | Priorat   | curs d'aigua                                   | Desemboca: riu de Siurana               | 41° 19′ 19″ N, 0° 51′ 23″ E / 41.321866°N,0.856384°E 41° 10′ 15″ N, 0° 44′ 59″ E / 41.17089°N,0.749689°E |                                                      | Riu de Montsant                      | Modifica les dades a Wikidata |